# Norbert Trelle
Norbert Trelle, né le 5 septembre 1942 à Cassel (Hesse-Nassau, Reich allemand), est un prélat catholique allemand, évêque de Hildesheim de 2005 à 2017. Il est également, depuis le 5 octobre 2011, vice-président de la Conférence épiscopale allemande.

## Biographie
Norbert Trelle effectue ses études à la Frederick High School de Cassel puis, à partir de 1962, il étudie la théologie catholique à Bonn et Innsbruck. Le 2 février 1968, il est ordonné prêtre par le cardinal Joseph Frings, à Wuppertal. Il travaille ensuite comme aumônier jusqu'en 1991 et, le 25 mars 1992, il est nommé évêque titulaire d'Egnatia (de) et évêque auxiliaire de Cologne, par le pape Jean-Paul II. Il reçoit alors la consécration épiscopale des mains du cardinal Joachim Meisner, le 1er mai 1992, en la cathédrale de Cologne. Ses co-consécrateurs sont alors l'évêque auxiliaire émérite de Cologne, Mgr Augustinus Frotz (de), et Mgr Klaus Dick (de). Mgr Trelle est alors affecté au district sud de l'archidiocèse de Cologne et est parallèlement vicaire épiscopal pour la pastorale des catholiques étrangers.
Le 29 novembre 2005, Norbert Trelle est nommé évêque de Hildesheim par le pape Benoît XVI. Il est intronisé le 11 février 2006 en la cathédrale de Hildesheim. Il est déchargé de cette fonction le 9 septembre 2017 à tout juste 75 ans.
Au sein de la Conférence épiscopale allemande, Mgr Trelle est membre de la Commission pour les migrants dont il devient président en février 2010, ainsi que de la Commission chargée de la société et des affaires sociales. Le 5 octobre 2005, il succède à Heinrich Mussinghoff en tant que vice-président de la Conférence épiscopale allemande.

## Succession apostolique
Norbert Trelle a ordonné les évêques suivants :
- Évêque Heinz-Günter Bongartz (2011)